# Шентюр-на-Полю
Шентюр-на-Полю (словен. Šentjur na Polju) — поселення в общині Севниця, Споднєпосавський регіон, Словенія. Висота над рівнем моря: 189 м.